# Binder (kleding)
Een chest binder, breast binder of kortweg binder, van het Engelse binding (afbinden, inbinden), is een stuk ondergoed voor het bovenlichaam dat de borsten van de drager plat duwt. Een binder zit strak om de borstkas, spreidt de massa van de borsten en duwt ze plat tegen de borstkas, waardoor deze er minder vrouwelijk uitziet.
Breast binding wordt soms toegepast door transgender mannen en non-binaire mensen, maar ook door cisgender vrouwen om verschillende redenen. Ook voor cosplay, recreatieve crossdressing en theater kan een binder gedragen worden.
Veelal zijn binders strakke onderhemdjes/topjes in elastische materialen zoals elastaan en zijn ze enigszins vergelijkbaar met een sportbeha. Ze bestaan ook zonder schouderbanden (strapless).
Sommige mensen gebruiken nog andere materialen en technieken om de borsten visueel te maskeren, zoals plakband en verband. Het incorrect of te strak inbinden van de borst kan gezondheidsrisico's inhouden.